# 風の歌を聴け (ORIGINAL LOVEのアルバム)
『風の歌を聴け』（かぜのうたをきけ）は、1994年6月27日に発売されたORIGINAL LOVE通算4作目のオリジナル・アルバム。

## 解説
1993年冬のツアーをもって宮田繁男と村山孝志が離籍し、田島貴男、木原龍太郎、小松秀行の3人に、小松からの紹介で佐野康夫をレコーディング・メンバーに加えたラインアップでの最初の作品。このアルバムについて後年、田島は「これは今でも胸を張って聴いてほしいなと思えるアルバムですね。サウンド・プロダクションがいいし、グルーヴがあるアルバムだと思うんですよ。そこを聴いてほしいな。全員日本人のメンバーで、こういう太いグルーヴが出せてすごくうれしかった。その前にメンバー・チェンジをしたんだけど、佐野と小松の二人が入ったことは僕にとってすごく大きかったですよね。二人と最初に自分の曲を合わせた時の感動がすごく大きくてね、新しいアルバムのアイディアがたくさん出てきちゃって。それを存分にやったのが『風の歌を聴け』ですね」と振り返っている。
田島は、このアルバムではじめてプレッシャーを感じたという。その理由について「『EYES』、それからベスト盤をやったときに、僕が今までずっとやりたいと思っていたポップスの姿っていうのが実現してきたっていう実感を持ったんですね。音楽的にクオリティの高い、納得できるようなものを作り出せていて、なおかつポップスが持っている流行歌という側面…まぁ、売れるっていう言葉になっちゃいますけど、それが両方とも徐々に実現されてきたと。だからここでコケると台無しになってしまうな、みたいな気がよぎってね」「今までオリジナル・ラヴを支持してくれてきた人を“おっ”と言わせるものなら全然プレッシャーなしに作れたと思うしね。逆に売れるっていうことだけを考えて作るのもプレッシャーなしに行けたと思う。だから今までオリジナル・ラヴをやってきて“なんか自分はすごく面倒くさいことをやってんな”と思うような部分を、今回ここへきて改めて痛感したみたいな、そういう部分がすごくあった」と語っている。アルバムは先に発売日が決まっていて、時間がない中で曲作りに1か月、レコーディングも1か月という短期間で制作されたが、結果としてその期間の短さが、作品全体を貫く勢いにつながった。
M-6「心 ANGEL HEART」とM-10「朝日のあたる道 AS TIME GOES BY」はシングルと同一テイクで別ミックス。

## パッケージ、アートワーク
初回盤はスリーブ仕様。アルバムのパッケージ・デザインについて、信藤三雄は「外装ケースが帯みたいなものだったらどうなんだろうなって思ったんですよ。捨てられるものでダストカバーという感じで。もうひとつは、この『風の歌を聴け』っていう日本語のタイトルの処理が難しい。これが帯で入っててもやだなしなあ、っていう。このボケ写真のヒントはリチャード・プリンス」「（ボケた感じは）プリントの際にそういう指示はしましたね、ボケたような感じでと」と答えている。バンド・メンバーのショットはシカゴで撮影され、あわせて「The Rover」「It's a Wonderful World」「朝日のあたる道」のプロモーション・ヴィデオの収録も行われ、後にヴィデオ・クリップ集『Unchained』として発売された。

## 収録曲
1. The Rover  –  (5'50")
  - 作詞 · 作曲：田島貴男
  - 田島によれば、この曲は前年のライヴ[注釈 1]で『結晶 SOUL LIBERATION』[注釈 6]収録曲「愛のサーキット」をリアレンジしたテイクが基になっていて、そのアレンジを基に色々実験しながら出来たという。「『EYES』[注釈 2]くらいまでは、いわゆる基本的なソウルのリズム・アレンジっていうのがまだ身についていないと思ってたんですけど、この曲を作る過程で、だんだんわかってきたような気がします。ブレイクのところでラテンのベース・リズムをモチーフに使ったり。僕がこれまで追い求めてきた音楽の形が、ここで一つ結実したような。そういう満足感を覚えた曲」だという。このアルバム・リリース以降、ライヴではほぼ毎回レパートリーに加えられている。
2. It's a Wonderful World  –  (6'14")
  - 作詞 · 作曲：田島貴男
  - この曲はカーティス・メイフィールド（CURTIS MAYFIELD）にインスパイアされて出来たという。田島によれば「ファルセットで歌うオリジナル・ラヴの曲っていうのも初めてで。最初は大丈夫かなって思ったんですけど、まあまあ歌えたかな」とし、ヴォーカル・レコーディングはワン・テイクだったという。この曲のテーマについては「自分に命があることを祝福したいったらいいのかな、そういう気持ちになれたんですね。生命があること自体が素晴らしいなと思えた、そのまんま歌ってみたかった」「でもね、やっぱりもし僕が何の疑いもなく愛なんだって歌ってるんだったら、例えば2番に出てくるような歌詞みたいなのは出てこなかったと思うんだよね、ドロドロとした救いようのない現実が、やっぱりあるんだからね。でもそれを“It's a Wonderful World”と呼びたい! というところなんですね」という。
3. The Best Day of My Life  –  (5'27")
  - 作詞 · 作曲：田島貴男
  - アレンジについて田島は「こういうブラジルっぽい曲は前にもやってますけど、今回は以前のように“これはブラジルっぽくしたほうがいいな”みたいに考えてアレンジしたわけではないんです。ごくごく自然に、曲を書いていく過程でこういうアレンジの必然性が出てきたって感じ。リズムも自然と自分の中から出てきたんです」と答えている。
4. 二つの手のように  –  (6'00")
  - 作詞：田島貴男 ⁄ 作曲：木原龍太郎 · 田島貴男
  - 木原と田島の共作。田島によれば「この曲を作るときに、自分の頭の中でちょっとひっかかっていたのが、昔の荒井由実さんの<きっと言える>[注釈 7]っていう曲。鈴木茂さんプロデュースのやつ。なんていうか“日本のポップス”という面で気にかかっていたんです。それを多少意識したところはあるかな」という。
5. フィエスタ  –  (5'44")
  - 作詞 · 作曲：田島貴男
  - 初めてセカンド・ラインのリズムを取り入れた曲。田島は「歌詞の面では、この曲がアルバムの一番のキー・ポイントになっているかもしれないですよ。最初に作ったときは賛美歌みたいなイメージがあった。慰安するっていうことや、霊的なものとはまた違うんだけど。すごくタフでさ、シンプルで。そういう意味での賛美歌っぽい曲を作りたかったんです。これは自分のために作ったっていう気持ちがすごく強くて。最高にヘヴィなときとか、本当に参っている時ってあるじゃない? そういう時に、音楽って結局どういうふうに役に立つんだろうって思うことが多くて。そうなると、やっぱり賛美歌って、なるほどなって思う」とし、メロディについては「この曲はテンション・コードをほとんど使っていないんですよね。コード進行も普通の5度をメインとした進行でさ。いろんな装飾とかを剥ぎ取って、ほんと骨の部分だけで曲を作ってみたいと思って。そういう中でメロディアスでしかも力強いものを出したかった」という。また、「この曲はリズム隊を外して弾き語りでやっても絶対いい曲だと思えるわけ」とし、“FIREWALKING”ツアー最終日[注釈 8]ではアンコールの最後に、西海孝のアコースティック・ギターだけをバックに歌った。
6. 心 ANGEL HEART (album mix)  –  (5'40")
  - 作詞 · 作曲：田島貴男
  - この曲はわりと早くにでき、シングル[注釈 4]のカップリングということでレコーディングも早かったという。この曲のテーマについて田島は「これは“誕生”ってことを歌いたかった曲なんです。<The Rover>は、生きている最中ってことを歌いたくて、<フィエスタ>でのテーマはあえていうならば“死”なんですよね。“死”を生きている中でどう受けとめるかっていうことだから、結局は“生きること”というテーマにつながるんですけど。そう考えると、今回のアルバムって“生”と“死”のように対比になっているテーマがあちこちに散らばっている。それは出来上がってから気づいた」とし、制作時は全然意識していなかったという。
7. 時差を駆ける想い  –  (4'45")
  - 作詞：田島貴男 ⁄ 作曲：田島貴男 · 小松秀行
  - 歌詞は子供の頃に思ったことを基調とし、それに前年の1993年秋に撮影でモロッコにいったときに飛行機の中で思ったことが加わっているという。今作には小松と田島の共作曲が初めて収録されたが、田島は「小松と曲作りをするのは今回が初めてなんですけど、面白かったですよ。曲としても新境地が開けたかなって気がするしね。彼は割とジャズ寄りな考え方を持っているんで、コードなんかも僕が使わなそうなものをアイデアとして持ってきたりして。僕個人としても刺激になることが多いんです」と語っている。
8. Two Vibrations  –  (5'38")
  - 作詞：田島貴男 ⁄ 作曲：田島貴男 · 小松秀行
  - 演奏はギター、ベース、ドラム、クラビネットはほとんど一発録りで、あとからホーンやオルガンをダビングしたという。田島は「基本のリズムを一発で録った段階でほとんど完成したと思った。すごいテンション高かったですよ。変に直したりするとそのテンションが下がっちゃうから、この曲に関しては全然直していない」と答え、実際田島は1か所ギターを間違えて弾いている。当初は直すつもりだったが小松からの「ダメ」の一言でやめたという。「結果的にはあれでよかった」と、田島も後に語っている。また、この曲等で聴かれるクラビネットの音はこれまでのシンセのサンプリング音源ではなく、実物を使ったのは今作が初めてだったという。歌詞については「サウンドにつられて勢いを増してしまったようなところがありますね」と答えている。
9. Sleepin' Beauty  –  (5'48")
  - 作詞：木原龍太郎 ⁄ 作曲：木原龍太郎 · 田島貴男
  - 木原が曲を持ってきて、それを田島との共作という形で完成させた。田島自身「この曲はひょっとしたら、今回のアルバムの中でいちばん今までのオリジナル・ラヴに近いかもしれないですね。AORとか、そういうのはすごく意識しました」とし、メロディラインにすごく気をくばったという。ヴォーカルについては「僕なりにソウルっぽい捉え方をしたいなって思いました。こういう曲だからこそ、きれいにうまくまとめて歌っちゃうんじゃなくて。ソウルっぽさをあえて意識して」と語っている。
10. 朝日のあたる道 AS TIME GOES BY (album mix)  –  (5'07")
  - 作詞 · 作曲：田島貴男
  - 先行シングル[注釈 4]としてリリースされた曲で、作ったときからアルバム最後に入れる曲だという気はしていたという。田島は「本当に詞も曲も素直に作った。自分の好きなメロディラインみたいなものだけを抽出していって。そしたら出来上がったという。なんか、すごくせつないメロディにしたかったんです。ここのところ、ノリとかグルーヴのほうにばかり気をとられていて、そういうせつなさって忘れていたんですよね」「思ったとおりのラヴ・ソングっていうのが書けたんじゃないかと思ってます。ポップスに真正面から取り組んでいる感じでね。今までも真正面から取り組もうと思ってたんですけど、どこかで足をすくわれちゃったりしているような感覚があったんですよね。だから、できあがったときは、すごく嬉しかったです」と語っている。

## クレジット

### The Rover
| DRUMS : 佐野康夫    |
| PERC : 三沢またろう |
| HARM : 松田幸一     |

| HORNS : | - 数原晋 - 平原まこと - 村田陽一 |

| CHORUS : 坪倉唯子 |

### It's a Wonderful World
| DRUMS : 佐野康夫    |
| PERC : 三沢またろう |

| HORNS : | - 数原晋 - 村田陽一 - 松本健一 |

| STRINGS : 加藤JOEグループ |
| CHORUS : 坪倉唯子         |

### The Best Day of My Life
| DRUMS : 佐野康夫 |

| PERC : | - 三沢またろう - NOGERA |

| HORNS : | - 数原晋 - 村田陽一 - 松本健一 |

| STRINGS : 加藤JOEグループ |
| CHORUS : 坪倉唯子         |

### 二つの手のように
| DRUMS : 佐野康夫                     |
| PERC : 三沢またろう                  |
| HORNS : 数原晋 · 村田陽一 · 松本健一 |
| CHORUS : 坪倉唯子                    |

### フィエスタ
| DRUMS : 佐野康夫    |
| PERC : 三沢またろう |
| APF : 国府輝幸      |
| HARM : 松田幸一     |

| HORNS : | - 平原まこと - 村田陽一 |

| CHORUS : 坪倉唯子 |

### 心 ANGEL HEART (album mix)
| DRUMS : 佐野康夫                     |
| PERC : 三沢またろう                  |
| WHISTLE : 松田幸一                   |
| HORNS : 数原晋 · 村田陽一 · 竹野昌邦 |
| GROCKEN : 田島貴男                   |

### 時差を駆ける想い
| DRUMS : 佐野康夫            |
| PERC : 三沢またろう・NOGERA |
| FLUTE : 山本拓夫            |

### Two Vibrations
| DRUMS : 佐野康夫    |
| PERC : 三沢またろう |

| HORNS : | - 数原晋 - 村田陽一 - 松本健一 |

| CHORUS : 坪倉唯子 |

### Sleepin' Beauty
| DRUMS : 佐野康夫      |
| PERC : 三沢またろう   |
| VIBRAPHONE : 香取良彦 |
| FLUTE : 山本拓夫      |
| GROCKEN : 田島貴男    |
| CHORUS : 坪倉唯子     |

### 朝日のあたる道 AS TIME GOES BY (album mix)
| DRUMS : 佐野康夫    |
| PERC : 三沢またろう |

| HORNS : | - 数原晋 - 村田陽一 - 竹野昌邦 |

| BELLS : 小松秀行 |

### スタッフ
| プロデューサー                                                | : | 田島貴男 (for wonderful world) |
| アレンジメント                                                | : | オリジナル・ラヴ |
| レコーディング・エンジニア                                    | : | 森岡徹也 (SME) 太田安彦 (SME) |
| ミキシング・エンジニア                                        | : | 森岡徹也 (SME) |
| マスタリング・エンジニア                                      | : | 中里正男 (ONKIO HAUS) |
| マニピュレーター                                              | : | 岸利至 (オフィス・インテンツィオ) |
| アシスタント・マニピュレーター                                | : | 田村泰志 (wonderful world) |
| アシスタント・エンジニア                                      | : | - 荒井健一 (サウンドスカイ中野スタジオ) - 鈴木賢 (東芝EMI スタジオ・テラ) - 遠山勉 (ART PLAZA 1000) - 下山由多可 (ビクタースタジオ)                                                                   |
| レコーディング・スタジオ                                      | : | - ワンダフル・ワールド・スタジオ - サウンドスカイ中野スタジオ - 東芝EMI 第3スタジオ - ART PLAZA 1000 - ビクタースタジオ                                                                               |
|                                                               | * | |
| ORIGINAL LOVE                                                 |   | |
| 田島貴男                                                      | : | ヴォーカル、コーラス、ギター |
| 木原龍太郎                                                    | : | キーボード |
| 小松秀行                                                      | : | ベース |
|                                                               | * | |
| 坪倉唯子 APPEARS BY COURTESY OF BMG ROOMS INC                 |   | |
| 村田陽一 APPEARS BY COURTESY OF VICTOR ⁄ ROUX                 |   | |
| NOGERA APPEARS BY COURTESY OF PONY CANYON                     |   | |
|                                                               |   | |
| A&R ディレクター                                              | : | - 平田雅和 (東芝EMI) - 上阪伸夫 (フジパシフィック音楽出版) |
| プロモーション                                                | : | 東芝EMI A&R 第1本部 宣伝1課・3課 |
| エグゼクティブ                                                | : | - 山田正則 - 古沢正一 |
| ヘッズ                                                        | : | - 美藤宏一郎 - 後藤克英 - 根元智成 - 小泉京子 - 麻田亮 |
|                                                               | * | |
| エグゼクティブ・プロデューサー                                | : | - 石坂敬一 (東芝EMI) - 朝妻一郎 (フジパシフィック音楽出版) |
| A&R チーフ                                                    | : | - 近藤雅信 (東芝EMI) - 熊谷陽 (東芝EMI) |
| セールス・プロモーション                                      | : | 東芝EMI 第1営業本部販売促進第1グループ |
| ヘッズ                                                        | : | - 黒田弘二 - 西川直幸 - 江島武志 |
| アソシエイト・プロデューサー                                  | : | 近本隆 (wonderful world) |
| レコーディング・プロダクション & アーティスト・マネージメント | : | 福本真由美 (wonderful world) |
| アーティスト・インフォメーション                              | : | ワンダフル・ワールド |
|                                                               | * | |
| アート・ディレクション                                        | : | 信藤三雄 (C.T.P.P) |
| カメラマン                                                    | : | 三浦憲治 (ライトサム) |
| アシスタント・カメラマン                                      | : | 円山正史 (ライトサム) |
| デザイン                                                      | : | 北山雅和 · 藤川浩一 (C.T.P.P) |
| スタイリスト                                                  | : | - 大久保篤志 - 内野恵利 |
| ヘアメイク                                                    | : | 中野明海 |
| デザイン・プロデューサー                                      | : | 小林肇 (東芝EMI) |
|                                                               | * | |
| スペシャル・サンクス                                          | : | - 成田晃治 (ワーズ) - (株)資生堂FT販売企画部 - (株)電通 · (株)電通音楽出版 - 松尾慶二郎 (フィッツ・ロイ) - 土屋雅信 (オフィス・インテンツィオ) - 大竹茂 (デイブレイク) - “Dedicated to SATOMI & SHUU” |

## Standard of 90'sシリーズ

### 解説
2007年11月1日に『standard of 90's』シリーズの一つとして、24bit デジタル・リマスタリング、紙ジャケット仕様の田島貴男監修・公認盤として再発。ボーナス・トラックとして追加収録されたM-11「The Rover (Takao Tajima Remix)」とM-12「It's a Wonderful World (Takao Tajima Remix)」は、アナログ盤および、レコード会社主導による編集盤『Wild Life –Cool Side of Original Love–』収録と同内容。また、M-2「It's a Wonderful World」は、フェード・アウトが25秒ほど長くなっている。
2013年10月30日にはSHM-CDフォーマットにて再発された(CD:TYCN-80009)。

### 収録曲
1. The Rover  –  (5'49")
2. It's a Wonderful World  –  (6'39")
3. The Best Day of My Life  –  (5'25")
4. 二つの手のように  –  (5'57")
5. フィエスタ  –  (5'41")
6. 心 ANGEL HEART (album mix)  –  (5'38")
7. 時差を駆ける想い  –  (4'42")
8. Two Vibrations  –  (5'36")
9. Sleepin' Beauty  –  (5'43")
10. 朝日のあたる道 AS TIME GOES BY (album mix)  –  (5'04")
<BONUS TRACK>
11. The Rover (Takao Tajima Remix)  –  (5'45")
作詞 · 作曲：田島貴男 ⁄ Remixed by Takao Tajima
12. It's a Wonderful World (Takao Tajima Remix)  –  (6'50")
作詞 · 作曲：田島貴男 ⁄ Remixed by Takao Tajima

### スタッフ
| マスタリング監修：田島貴男                                  |
| マスタリング・エンジニア：小鐵徹 (JVC マスタリングセンター) |
| ロゴ・デザイン：コンテムポラリー・プロダクション            |
|                                                             |
| シリーズ総合監修：太田浩 ⁄ 山崎二郎 (バァフアウト! 編集長)  |
|                                                             |
| ライナーノーツ：橋本徹 (SUBURBIA)                           |